# A Mariña Central
Die Comarca A Mariña Central ist eine der 13 Comarcas der spanischen Provinz Lugo in der Autonomen Gemeinschaft Galicien.

## Geografie
Das Gebiet der Comarca liegt im Norden der Provinz Lugo und grenzt dort an die folgenden Comarcas innerhalb der Provinz Lugo:
| A Mariña Occidental | Atlantischer Ozean                          | Atlantischer Ozean |
|                     | Kompassrose, die auf Nachbargemeinden zeigt | A Mariña Oriental  |
| Terra Chá           |                                             | Meira              |

## Gliederung
Die Comarca umfasst sechs Gemeinden (spanisch Municipios; galicisch Concellos) mit einer Fläche von 501,32 km², was 5,09 % der Fläche der Provinz Lugo und 1,70 % der Fläche Galiciens entspricht.
| Gemeinde                 | Einwohner (2024) | Fläche km² | Dichte Einw./km² | Cod INE | Postleitzahl |
| ------------------------ | ---------------- | ---------- | ---------------- | ------- | ------------ |
| Alfoz                    | 1.523            | 77,50      | 20               | 27002   | 27775        |
| Burela                   | 9.547            | 7,78       | 1.227            | 27902   | 27880        |
| Foz                      | 10.198           | 100,29     | 102              | 27019   | 27780        |
| Lourenzá                 | 2.098            | 62,64      | 33               | 27027   | 27760        |
| Mondoñedo                | 3.352            | 142,66     | 23               | 27030   | 27740        |
| O Valadouro              | 1.906            | 110,45     | 17               | 27063   | 27778        |
| Comarca A Mariña Central | 28.624           | 501,32     | 57               | –       | –            |